# Wympel R-37
Die R-37 (russisch Вымпел Р-37) ist eine Luft-Luft-Langstreckenrakete aus russischer Produktion. Der NATO-Codename lautet AA-13 Axehead.

## Entwicklung
Die Entwicklung der R-37 begann im Jahr 1983 bei Wympel NPO unter der Bezeichnung K-37. Die R-37 basiert auf dem Entwurf der R-33S. Der erste Teststart erfolgte 1988. Vom Westen wurde der Flugkörper erstmals im Jahr 1992 beobachtet.
Im April 1994 wurde bei einem Teststart ab einer MiG-31BM ein Ziel auf eine Rekorddistanz von 304 km getroffen. Offiziell vorgestellt wurde die R-37 an der Messe MAKS 1997. Im selben Jahr wurde die Zusammenarbeit mit ukrainischen Firmen eingestellt und das Projekt stand danach längere Zeit still. Nachdem die Entwicklung durch russische Firmen wieder aufgenommen wurde erfolgten ab 2011 weitere Teststarts. Die endgültige Serienversion R-37M wurde erst im Jahr 2016 vorgestellt. Die ersten Raketen wurden vermutlich 2018 an die russischen Luftstreitkräfte ausgeliefert.

## Technik
Die R-37 wurde primär zur Bekämpfung weit entfernter fliegender Gefechtsstände und AWACS-Luftraumüberwachungsflugzeuge konzipiert. Ebenso ist sie für die Bekämpfung von Bombern sowie Stör- und Tankflugzeugen vorgesehen. Es können Flugziele in einem Höhenbereich von 15 bis 25.000 m bekämpft werden. Nachdem das flugzeugbasierte Radar die Zieldaten ermittelt hat, werden diese ans Navigationssystem der R-37-Lenkwaffe weitergegeben. Dann kann die Lenkwaffe gestartet werden. Die Lenkwaffe wird auf einer semiballistischen Flugbahn an den voraus errechneten Kollisionspunkt des Zieles und der Lenkwaffe verschossen. Der Feststoff-Doppelpulsmotor beschleunigt die Rakete auf rund Mach 6. Nach dem Ausbrennen der ersten Sektion des Feststoffraketentriebwerks pausiert dieses und der weitere Marschflug erfolgt antriebslos. Während den ersten rund 100 km des Fluges kann die Lenkwaffe über den Datenlink mit Daten des Flugzeugradars versorgt werden. Die Steuerung erfolgt in dieser Flugphase mit dem Inertialen Navigationssystem. Für den Endanflug wird das Raketentriebwerk wieder gezündet, was der Lenkwaffe im Endanflug eine hohe Agilität verleiht. Ebenso wird für den Endanflug der Aufschlag- und Radar-Näherungszünder sowie der lenkwaffeneigene Ku und X-Band-Radar-Suchkopf vom Typ 9B1388 aktiviert. Die Reichweite dieses Radars soll bis 50 km betragen. Der Endanflug erfolgt nach dem Prinzip der Proportionalnavigation. Wird das Flugziel direkt getroffen, wird der Sprengkopf durch den Aufschlagzünder zur Detonation gebracht. Bei einem Vorbeiflug erfolgt die Sprengkopfzündung durch den Näherungszünder.

## Versionen
- K-37: Bezeichnung während der Entwicklungsphase.
- R-37: Urversion, deren Entwicklung im Jahr 1983 begann und bis Ende der 1990er-Jahre andauerte.
- R-37M (Isdelje 610M): Serienversion für die russischen Luftstreitkräfte. Reichweite 400 km[12]
- RWW-BD (Isdelje 620): Exportversion der R-37M mit auf 200 km reduzierter Reichweite.[3][13]

## Plattformen
Folgende Kampfflugzeuge können die R-37 einsetzen:
- Mikojan-Gurewitsch MiG-31BM („Foxhound“)
- Suchoi Su-35S („Flanker-E“)
- Suchoi Su-30SM („Flanker-H“)[14]
- Suchoi Su-57 („Felon“)

## Kriegseinsätze
Erstmals wurde die R-37 während des russischen Überfalls auf die Ukraine durch die russischen Luftstreitkräfte im Krieg eingesetzt. Bis Ende Oktober 2022 sollen 4 MiG-29, 6 Su-25, 1 Su-27 sowie eine unbekannte Anzahl Hubschrauber und Drohnen der ukrainischen Streitkräfte mit R-37 abgeschossen worden sein. Dabei soll eine R-37 ein ukrainisches Kampfflugzeug aus einer Distanz von 177 km sowie eine Bayraktar-Drohne aus 217 km Entfernung getroffen haben.

## Verbreitung
- Russland

## Vergleichbare Raketentypen
- USA: AIM-54 Phoenix
- USA: AIM-152 AAAM
- Russland: KS-172
- Europa: MBDA Meteor